# Rosamund Clifford
Rosamund Clifford, född innan 1150, död 1176, var en engelsk adelsdam, mätress till kung Henrik II av England. Legender och ryktesspridning har påstått att Rosamunds relation till Henrik ska ha varit bakgrunden till hans konflikt med sin maka Eleonora av Akvitanien. Detta finns det däremot inga belägg för. Deras brytning kom sig av politiska skäl. Clifford är föremål för en stor legendflora, men den reella informationen om hennes liv är sparsam.

## Biografi
Rosamund Clifford var dotter till adelsmannen Walter de Clifford och Margaret Isobel de Tosny. Hennes far var borgherre vid gränstrakterna mot Wales.
När hon mötte Henrik är osäkert, men det finns i alla fall inga antydningar om att de startat ett förhållande före 1170. Hon nämns inte officiellt med honom förrän år 1174. Detta var då långt efter Henriks konflikt med Eleonora och deras söner. Vissa historiker menar att deras relation inte inleddes före 1173, vilket även det var efter hans drastiska ändringar i familjerelationerna. Offentliggörandet av Henrik om ett förhållande med en adelsdam skulle kunna ha varit ett sätt för honom att ge igen på ytterligare ett sätt mot Eleonora i deras maktkamp.
Bakgrunden till att det länge sagts att Rosamund och Henrik var i ett förhållande redan 1166 var att legenden även menat att Eleonora ska ha vägrat besöka sin make när han höll hov i hennes hemstad år 1166 på grund av att hon hört om Rosamund. Hennes frånvaro kan dock förklaras logistiskt av att hon ej förmådde att resa den långa sträckan under perioden då hon var höggravid och födde sitt sista barn den julen. Enligt legenden ska Eleonora även ha mördat Rosamund där palatset vid Woodstock och en labyrint brukar vara inblandat. I verkligheten finns det inga antydningar om att Eleonora träffade Rosamund. Eleonora satt frihetsberövad under hård bevakning av Henriks egna vakter de år hans relation med Rosamund var offentlig. Hon kan därför omöjligen ha kommit Rosamund nära. Dessutom vet vi idag att det är fakta att Rosamund avled efter att ha lämnat Henrik för att gå i kloster i närheten av Oxford, roligen efter en längre tids sjukdom.
Rosamund Clifford och Henrik ska enligt legenden ha levt lyckliga tillsammans. Sanningen målar dock en mindre smickrande bild av det romantiserade förhållandet. Medan hans relation till Rosamund var offentlig tillkännagav Henrik illegitima barn, även under den relativt korta period han var offentligt ute med Rosamund (1174–1176). Dessa relationer var även med andra adelskvinnor vilket antyder att han inte höll var sitt "livs kärlek", som hans relation till Rosamund ofta kallas, särskilt trogen. Hur viktig Rosamund var för honom går därmed att debattera. Det som talar för att hon stod Henrik närmare var att han fortsatte ge bidrag till den kyrka där hon var begravd i flera år efter hennes död.
Det är inte känt om paret fick några barn. Relationen avslutades då Rosamund Clifford lämnade Henrik år 1176 för att gå i kloster i närheten av Oxford. Hon avled senare samma eller nästa år, 29 år gammal.
Det röda pungdjuret Dasykaluta rosamondae fick sitt namn efter Rosamund Clifford.